# Núria Esquerra
Núria Esquerra (Barcelona, 1975) és muntadora de cinema, sobretot de llargmetratges documentals, ha treballat, entre d'altres, en films de J.L. Guerín i J. Jordà. És també productora de la videoinstal·lació de J.L. Guerín presentada a la Biennal de Venècia 2007 i del film Unas fotos en la ciudad de Sylvia. Compagina el muntatge amb la programació de cinema i la docència de muntatge, tant teòric com tècnic.
No es directora es mentira.